# Vincentius van Lérins
Vincentius van Lérins (overleden tussen 434 en 450, vermoedelijk in Lérins) was monnik in het op een eiland gelegen klooster van Lérins in Zuid-Frankrijk. Hij heeft belangrijke theologische geschriften nagelaten en wordt tot de kerkvaders geteld. Vincentius werd al snel na zijn dood in Lérins en later ook in Rome als heilige vereerd. Zijn gedachtenis is op 24 mei.

## Biografie
Van hemzelf is weinig méér bekend, dan dat hij rond 450 overleed. Zeker is, dat hij onder het pseudoniem Peregrinus (pelgrim) een werk met de titel Commonitorium geschreven heeft. Dit weten we van Gennadius van Marseille. Hij noemt Vincentius een in wereldlijke en kerkelijke zaken goed onderwezen man, die priester "bij het klooster van Lérins" geweest was. Zijn overlijdensdatum geeft hij aan met de regeringstijd van keizer Theodosius II en Valentinianus III, dus tussen 425 en 450. In de Commonitorium wordt bovendien naar het Concilie van Efeze verwezen, dat "drie jaar geleden" plaatsgevonden heeft. Op grond hiervan zou het werk rond 434 geschreven en de auteur dus nog in leven zijn. Uit enige opmerkingen van Vincentius medebroeder Eucherius van Lyon maakte onderzoeker Adolf Jülicher op, dat Vincentius nog in 445 in leven was, maar deze opvatting wordt door slechts weinigen gedeeld.
In het Commonitorium zelf, bevinden zich enkele autobiografische gegevens. Deze zijn echter op grond van het bloemrijke spraakgebruik moeilijk te duiden. Waarschijnlijk gaat het erom, dat Vincentius aanvankelijk een profaan leven voerde, voordat hij een moment van bekering beleefde en het monastieke leven indook. Het is zeer onwaarschijnlijk, dat hij soldaat geweest is, zoals men geneigd kan zijn de tekst te interpreteren.
Uit de opmerking van Eucherius van Lyon kan worden opgemaakt, dat Vincentius een broer van Lupus van Troyes was. Dat zou betekenen, dat hij uit een adellijke familie stamde, ergens uit Noord-Gallië: Lotharingen of uit daaraan grenzende gebieden. Onderzoeker Friedrich Prinz meent, dat het klooster van Lérins een vluchtelingenklooster is geweest. De invallen van de Hunnen veroorzaakten aan de buitengrenzen van het Romeinse Rijk zoveel ravage en onzekerheid, dat velen in het kielzog van de verplaatsing van de keizerlijke residentie in Trier naar de Provence gewoon zijn gevolgd. Zo zouden vele adellijken mee naar Zuid-Gallië gereisd zijn. Daar stichtte Honoratus, zelf afkomstig uit Noord-Gallië, het klooster van Lérins dat aan vele vluchtelingen bescherming bood. Deze stelling kan kloppen, in elk geval bezit Vincentius een duidelijk klassieke achtergrond: sporen van antieke auteurs zoals Cicero kunnen bij hem duidelijk en in grote aantallen aangetoond worden.
Vincentius publiceerde een theorie over het Bloedrecht, een godsbewijs uit het middeleeuwse recht.
Vanaf de 17e eeuw tot in het midden van de 20e eeuw werd aangenomen, dat Vincentius tot het semi-pelagianisme kon worden gerekend. Enkele passages uit de Commonitorium lijken dat te ondersteunen en bovendien werden aan Vincentius de onmiskenbaar semipelagiaanse Obiectiones Vincentianae toegeschreven. In 1963 verscheen een dissertatie van William O'Connor, die zich met deze kwestie uiteenzette en weerlegde dat Vincentius semi-pelagianist geweest was. Het belangrijkste argument van O'Connor waren de eerst in 1940 gevonden Excerpta, die met aan zekerheid grenzende waarschijnlijkheid aan Vincentius moeten worden toegeschreven. Deze Excerpta beroepen zich op de autoriteit van Augustinus, terwijl de (semi)pelagianisten zich met name tegen diens genadeleer keren. Hoewel de Excerpta de genadeleer slechts zijdelings raken, lijkt het in alles te bevestigen dat Vincentius geen semi-pelagianist geweest is. Om vervolgens Vincentius te presenteren als een trouwe volgeling van Augustinus, gaat echter te ver, zodat dit vraagstuk vooralsnog niet overtuigend is opgelost.

## Theologie
Vincentius was als theoloog geen origineel denker. Zijn belangstelling lag in het afweren van ketterijen in de Drievuldigheidsleer en Christologie. De genadeleer behandelde hij slechts zijdelings, namelijk met een veroordeling van Pelagius. Een bijzondere plaats ruimt hij in voor de weerlegging van zijn tijdgenoot Nestorius, die op het Concilie van Efeze veroordeeld was. De belangstelling voor Nestorius treedt al in de Commonitorium duidelijk aan de dag en de Excerpta behandelt uitsluitend nestoriaanse stellingen. 
De eigenlijke inhoud van de Commonitorium betreft de vraag naar de (plaats van de) Traditie. Hoe kan met zekerheid beslist worden welke van twee verschillende leerstellingen de juiste is? Vincentius antwoordt daarop meerledig: allereerst de Schrift, die volstrekt volstaat. Echter, gebleken is dat juist de ketters hun dwaalleer op veeltallige citaten uit de Schrift baseren, door deze citaten op hun manier te interpreteren. Om die reden zou de kerkelijke Traditie bij de interpretatie van de Schrift moeten helpen. In zijn Commonitorium gaat het feitelijk om de manier waarop dit in zijn werk moet gaan, namelijk dat alleen hetgeen overal, altijd en door allen geloofd is werkelijk katholiek is (katholiek betekent hier de niet-confessionele zin algemeen geldend). Bestaat er nu geen verschil van mening omtrent een leerstelling, zo is deze stelling te accepteren oftewel "te geloven". Eveneens is alles te geloven wat tegenwoordig weliswaar omstreden is, maar vóór het opduiken van deze bezwaren reeds eeuwen op één en dezelfde manier werd geloofd. Waren er ook vroeger al verschillen van mening, zo moet men teruggrijpen op de documenten en besluiten van een oecumenisch concilie. Zijn deze niet voorhanden, dan dienen de kerkvaders geraadpleegd en alles te geloven wat allen of ten minste bijna allen eensgezind bekend hebben. 
Op dit punt is Vincentius evenmin origineel, hij leunt sterk op Ireneus van Lyon en vooral Tertullianus (diens De praescriptione haereticorum). Zijn eigenlijke verdienste ligt in de pakkende formulering en de drieledige retorische vormgeving van zijn argumentatie, hoewel hij deze driedeling niet consequent volhoudt. Daarom is aannemelijk, dat die driedeling uit puur retorische redenen volgde. Voor Vincentius was het criterium dat er tussen de tegenwoordige tijd en de oorsprong geen werkelijk verschil maar overeenstemming moest bestaan. 
Het 23e hoofdstuk steunt deze stelling; hij gaat erin namelijk na, in hoeverre er in de religie sprake kan zijn van vooruitgang. Omdat er voor die vraagstelling geen voorlopers van Vincentius zijn, concluderen we dat het een eigen vraagstelling van hem is. Hij neemt de vergelijking met de organische groei, waar zich iets verandert maar desondanks dezelfde identiteit behoudt als wezenlijke voorstelling. Deze gedachte werd later, tijdens het Eerste Vaticaans Concilie opgegrepen. In tegenstelling hiermee, verwierp een groepering met behulp van hetgeen overal, altijd en door allen geloofd is de constitutie Pastor Aeternus, waarin de leer van de pauselijke onfeilbaarheid werd vastgelegd. Uit de groepering, die zich hierbij niet neerlegde, volgde later de Oudkatholieke Kerk.

## Werken
- Commonitorium (kritische teksteditie in: Foebadivs, Victricius, Leporivs, Vincentivs Lerinensis, Evagrivs, Rvricivs, Roland Demeulenaere (ed.) (Turnhout: Brepols, 1985; Corpus Christianorum, Series Latina LXIV); oudere Duitse vertaling door Gerhard Rauschen: Des Heiligen Vinzenz von Lerin Commonitorium (Kempten: Kösel 1914; Bibliothek der Kirchenväter, neue Serie XX).
- Excerpta (kritische teksteditie in: Corpus Christianorum. Series Latina LXIV)
- betwist auteurschap: Obiectiones Vincentianae